# Xysticus adzharicus
Xysticus adzharicus là một loài nhện trong họ Thomisidae.
Loài này thuộc chi Xysticus. Xysticus adzharicus được miêu tả năm 1971 bởi Mcheidze.